# Cuevas de Alconera
Cuevas de Alconera este o arie protejată (arie specială de conservare — SAC, sit de importanță comunitară — SCI) din Spania întinsă pe o suprafață de 3,14 ha, integral pe uscat.

## Localizare
Centrul sitului Cuevas de Alconera este situat la coordonatele 38°24′25″N 6°28′54″W / 38.406944°N 6.481667°V.

## Înființare
Situl Cuevas de Alconera a fost declarat sit de importanță comunitară în aprilie 1999 pentru a proteja 2 specii de animale. Situl a fost protejat și ca arie specială de conservare în mai 2015.

## Biodiversitate
Situată în ecoregiunea mediteraneană, aria protejată conține 1 habitat natural: Peșteri inaccesibile publicului.
La baza desemnării sitului se află mai multe specii protejate de  mamifere (2): liliacul mare cu potcoavă (Rhinolophus ferrumequinum), liliacul mic cu potcoavă (Rhinolophus hipposideros).